# Adélaïde Binart
Adélaïde Binart (París, 9 de marzo de 1769 - París, 13 de septiembre de 1832), también llamada Adélaïde Lenoir y conocida por el apodo de Madame Lenoir, fue una pintora neoclásica francesa. Su arte se caracterizó en retratos de personajes de la sociedad durante la revolución francesa.

## Biografía
Binart nació el 9 de marzo de 1769 en París, en sus inicios se formó con Jean-Baptiste Regnault y Gabriel-François Doyen. Participó en el Gran Salón de Academicistas Franceses de 1795 a 1817.
En 1794 se casó con Alexandre Lenoir, con quien tuvo tres hijos: Zélia (1795-1813), Albert (1801-1891) y Clodomir (1804-1887). Su taller estaba ubicado en el antiguo Convento de los Pequeños Agustinos, que su marido transformó en el Museo de Monumentos Franceses (1795).
Sus rasgos se desarrollan por tres retratos principales de otros artistas: a los 27 años de Marie-Geneviève Bouliard en 1796 que se expone en el Museo Carnavalet; a los 30 años de Pierre-Maximilien Delafontaine, donde está representada en compañía de su marido Lenoir y su hija Zélia que está expuesto en el Salón de 1799 [n° 68]; y por último a los 40 años en 1809 por Jacques-Louis David de quien era amiga íntima que se expone en el museo del Louvre.